# Когутенко, Александр Гаврилович
Александр Гаврилович Когутенко (11 февраля 1924 — 12 марта 2020) — участник Великой Отечественной войны, полный кавалер ордена Славы трёх степеней. На момент представления к награждению орденом Славы I степени — командир отделения автоматчиков 216-го гвардейского стрелкового полка, гвардии старший сержант. Впоследствии подполковник в отставке. Почётный гражданин города Королёва Московской области.

## Биография
Родился 11 февраля 1924 года в деревне Церковище Шкловского района Могилевской области. Окончил 10 классов. В 1928 году переехал с родителями в деревню Вишнёвка Уйского района Челябинской области.
В Красной Армии с 1942 года. В боях Великой Отечественной войны с февраля 1943 года. Воевал на Юго-Западном, 3-м Украинском и 2-м Белорусском фронтах. Был четырежды ранен. Особо отличился в боях на территории Польши и Германии.
Автоматчик 216-го гвардейского стрелкового полка гвардии красноармеец Когутенко 1 августа 1944 года в числе первых форсировал реку Вислу, участвовал в захвате плацдарма. В бою в районе северо-восточнее города Радома из автомата уничтожил противников, чем содействовал продвижению стрелкового подразделения. Приказом по 79-й гвардейской стрелковой дивизии от 10 августа 1944 года гвардии красноармеец Когутенко Александр Гаврилович награждён орденом Славы 3-й степени.
Командир отделения автоматчиков гвардии старший сержант Когутенко 14 января 1945 года в районе населённого пункта Добешина при прорыве обороны противника первым ворвался во вражескую траншею, в схватке вместе с бойцами истребил около десяти вражеских солдат, одного взял в плен. Приказом № 566 по 8-й гвардейской армии от 31 марта 1945 года гвардии старший сержант Когутенко Александр Гаврилович награждён орденом Славы 2-й степени.
В ходе последующих боёв полк вышел на окраину Берлина. 29 апреля 1945 года в уличных боях с группой бойцов овладел укреплённым зданием, уничтожил гранатами расчёт станкового пулемёта, сразил пять солдат и одного офицера. Указом Президиума Верховного Совета СССР от 15 мая 1946 года за мужество, отвагу и героизм, гвардии старший сержант Когутенко Александр Гаврилович награждён орденом Славы 1-й степени.
В 1948 году гвардии старшина Когутенко демобилизован. В 1954 году окончил Уральский политехнический институт. Жил в городе Королёве. С 1959 по 1993 год работал ведущим конструктором Центрального конструкторского бюро экспериментального машиностроения. Участвовал в разработке систем различных космических кораблей. Подполковник в отставке.
Был женат на Таисии Степановне Когутенко.
Награждён орденами Славы 3-х степеней, орденом Отечественной войны 1-й степени, двумя медалями «За Отвагу», медалями «За освобождение Варшавы», «За взятие Берлина», «За победу над Германией», медалями СССР и Российской Федерации.
Участник парада Победы 1995 года.
Почётный гражданин города Королёва Московской области (2017). Почётный гражданин Уйского района Челябинской области (2019).
Умер 12 марта 2020 года. Похоронен 16 марта 2020 года на Федеральном военном мемориальном кладбище в Мытищах.